# Raffael Caetano de Araújo
Raffael Caetano de Araujó, ismertebb nevén Raffael (Fortaleza, 1985. március 28. –) brazil labdarúgó aki a középpálya több részén bevethető.

## Egyesületek

### Brazília
Elsősorban futsalt kezdett el játszani 1997 és 2001 között. 1997-től kezdett el a Viktória Bahia csapatában játszani.

### Európa
2003-ban Raffael Svájc-ba igazolt, ahol 2005-ig az FC Chiasso-nál játszott. 2007/2008-as szezonba a Bundesligába került, pontosabban a Hertha BSC-hez. Korábbi edzője vitte őt is magával Berlinbe. A 2009/2010-es szezonban a Hertha BSC rossz szereplése miatt, a csapat kiesett a Bundesliga első osztályból, de 2010.májusában ennek ellenére Raffael szerződést hosszabbított a csapattal. 2010/2011-es szezonba 10 góllal vette ki a részét a Hertha visszajutásából.
Nagyon sokoldalú játékos, híres a gyorsaságáról, valamint a technikai tudásáról.

## Család
Raffael testvére, Ronny teljes nevén Ronny Heberson Furtado de Araujó 2010-ben ő is csatlakozott 
testvére csapatához miután lejárt szerződése a Sporting CP-nál. Ronny főposztja balszélső, de a középpálya bal oldalán is bevethető.